# Empoasca melli
Empoasca melli är en insektsart som beskrevs av Irena Dworakowska 1972. Empoasca melli ingår i släktet Empoasca och familjen dvärgstritar. Inga underarter finns listade i Catalogue of Life.